# Тафофилия
Тафофилия (от др.-греч. ταφή [тафе] «похороны, погребение» + φιλíα [филия] «любовь, влечение») — пристрастие к кладбищам, надгробиям и похоронным ритуалам. В медицинской литературе пристрастие определяется как патологическое (болезненное), относится к патологии влечений; в неформальных субкультурах применяется более широкое определение, включающее и непатологические формы.
Медициной тафофилия рассматривается как парабулия, патология влечений (наряду с такими явлениями, как клептомания или патологическое коллекционирование), не обязательно носящая сексуальный характер и не являющаяся парафилией. Тафофилию необходимо отличать от танатофилии и некрофилии. В отличие от последних, носящее патологический характер влечение направлено не на трупы и не на смерть как таковую, а на связанные с уходом из жизни предметы и ритуалы.
Также необходимо отличать тафофилию от нормального культурного и эстетического интереса к похоронным обрядам, которые нередко включают в себя выраженные культурные и религиозные элементы, переплетающиеся с театральным искусством, а также к надгробиям, являющимся скульптурными и архитектурными произведениями. Тафофилия может диагностироваться, если этот культурный и эстетический интерес переходит рамки нормального, приобретает характер навязчивого влечения.
По мнению некоторых представителей субкультуры готов, тафофилия выступает в качестве её части.

## Интересные факты
Российский писатель Борис Акунин (Григорий Чхартишвили), автор серии книг о сыщиках Эрасте Фандорине и монахине Пелагее,  причисляет себя к тафофилам. 
В на своей странице в фейсбуке  7 августа 2025 года он пишет: 
"Поразительно, что я, тафофил со стажем, Бог знает сколько раз побывавший на Пер-Лашез и в Сен-Женевьев-де-Буа, только сейчас впервые съездил на парижское кладбище Монпарнас."